# Schijn-nonvlinder
De schijn-nonvlinder (Panthea coenobita) is een nachtvlinder uit de familie van de Noctuidae, de uilen, in de onderfamilie Pantheinae, de donsuilen. De spanwijdte bedraagt tussen de 40 en 50 millimeter. De vlinder lijkt op de nonvlinder (Lymantria monacha) uit de familie van de donsvlinders, Lymantriidae en heeft daar zijn naam aan te danken.
De vlinder komt algemeen voor in Noord, Oost en Zuid-Europa. In Nederland alleen lokaal in het grensgebied van Friesland en Drenthe.
Waardplanten komen uit de geslachten den, zilverspar en lariks. De vliegtijd loopt van eind mei tot en met juli.

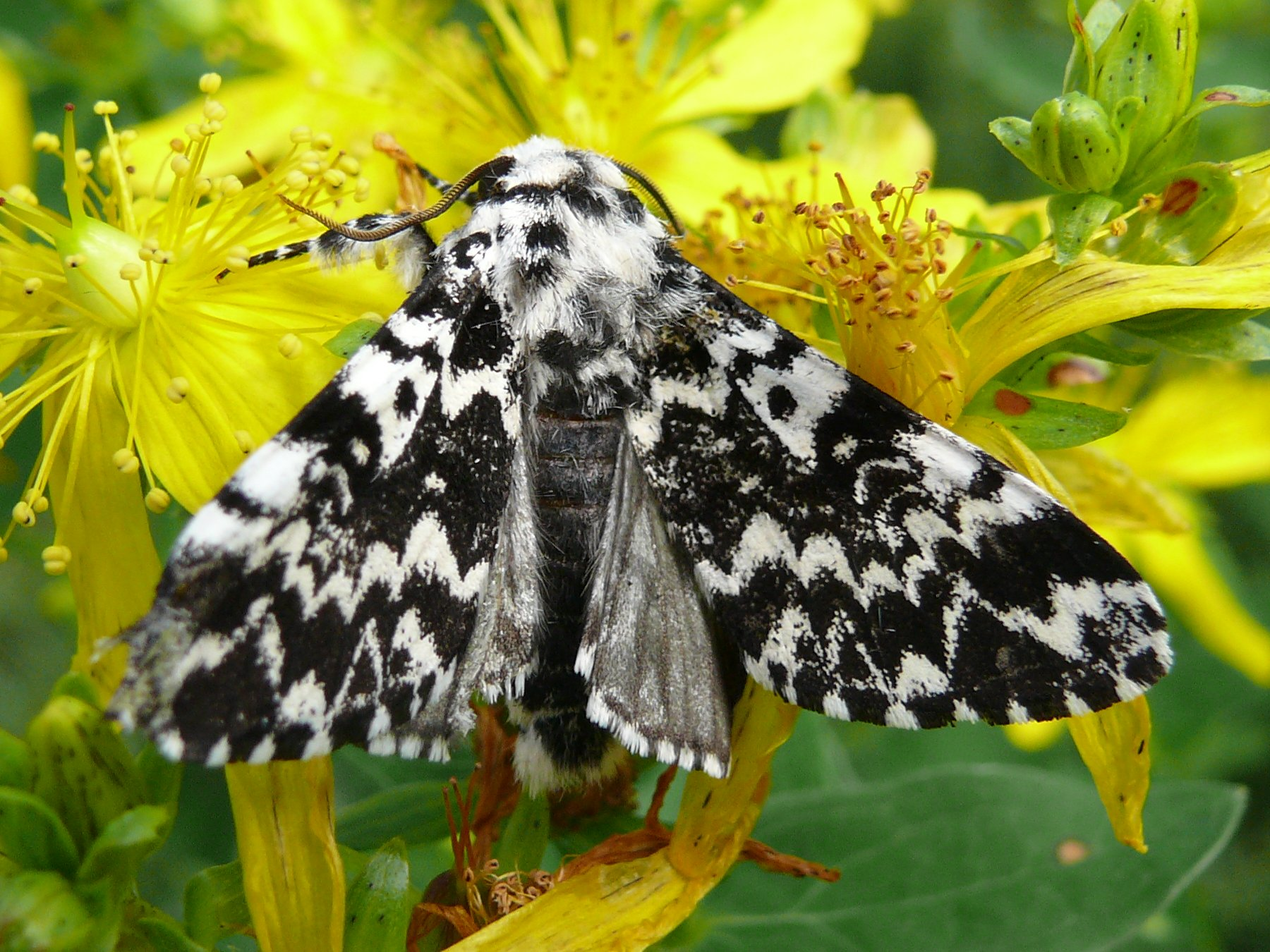